# Perameles bowensis
Perameles bowensis A. Osborne, 1982 è un piccolo bandicoot estinto i cui resti sono stati trovati nelle Caverne di Wellington (Nuovo Galles del Sud). Si ritiene sia scomparso nel Pliocene Superiore.